# 武井龍三
武井 龍三（たけい りゅうぞう、1905年5月8日 - 1964年11月）は、日本の元俳優、元映画プロデューサー、元殺陣師である。武井 竜三と表記されることもある。本名は竹熊 龍藏（たけくま りゅうぞう）。マキノ・プロダクションで高木新平に次ぐ「鳥人スター」として活躍し、後年は市川右太衛門プロダクション、松竹下加茂撮影所の名脇役として知られる。

## 来歴・人物
1905年（明治38年）5月8日、熊本県熊本市新馬借町（現在の同県同市中央区新町3丁目）に生まれる。市内の尋常高等小学校を経て旧制熊本専門学校（旧制熊本薬学専門学校か、現在の熊本大学）に進学するが、後に中退する。
1924年（大正13年）、満19歳の時にマキノ映画等持院撮影所に入社。翌1925年（大正14年）6月、牧野省三が東亜キネマから分裂し、新たに創設したマキノ・プロダクション御室撮影所へ移り、同年9月4日に公開された金森萬象監督映画『奇傑鬼鹿毛 第一篇』で早くも主役に抜擢され、同所に在籍していた高木新平に次ぐ鳥人スターとして活躍する。また、同作の撮影で武井は京都府宮津市文珠字切戸にある智恩寺の山門から飛び降り、下で受け止めるはずのキャンバスから外れて落ちてしまい、気絶したという。以後、同年11月20日に公開された沼田紅緑監督映画『剣かたばみ』をはじめ、多数の作品で主演を務めた。
1928年（昭和3年）5月、嵐長三郎（後の嵐寛寿郎）、片岡千恵蔵、山口俊雄、中根龍太郎、市川小文治、山本礼三郎らと日本活動常設館館主聯盟映画配給社（日本映画プロダクション連盟）の創立に参加するため、同年5月18日公開の二川文太郎監督映画『新版大岡政談 中篇』で嵐長三郎と共演したのを最後にマキノ・プロダクションを退社。同館主聯盟は5つのスター・プロダクションから構成され、自由製作・自由配給をねらったものであったが、間も無く解散してしまい、武井は片岡千恵蔵プロダクションに所属する。同年6月15日公開の稲垣浩監督映画『天下太平記』をはじめ多数の作品に出演するが、1929年（昭和4年）2月に独立、同館主聯盟が建てた貸しスタジオの双ヶ丘撮影所内に武井龍三プロダクションを設立する。同年に発行された『日本映画俳優名鑑 昭和五年版』（映画世界社）及び1934年（昭和9年）に発行された『日本映画俳優名鑑 昭和九年版』（同社）によれば、日本キネマを設立したという旨が記されているが、同プロダクションの別称又は誤りであるかどうかは不明である。同年4月7日公開の双ヶ丘孝監督映画『金剛呪文 前篇』などを製作するが失敗に終わる。
1928年（昭和4年）に発行された『日本映画俳優名鑑 昭和四年版』（同社）など一部の資料によれば、京都府葛野郡花園村垣ノ内町6番地（現在の同府京都市右京区太秦垣内町）、京都府葛野郡花園村谷口五反田（現在の同府京都市右京区花園）、奈良県奈良市林小路町1番地 と転々と住み、身体は5尺3寸（約160.6センチメートル）、体重は13貫700匁（約51.4キログラム） から後に15貫200匁（約57.0キログラム） となり、趣味は犬、読書、麻雀であり、お酒が嗜好であるという。
その後は実演巡業に戻っていたが、1930年（昭和5年）6月、市川右太衛門プロダクションに移籍。同年7月19日に公開された白井戦太郎監督映画『蜥蝪鞘』など、以降は脇役に回る事が多くなったが、一方で1931年（昭和6年）に公開された神田金太郎監督映画『血煙一番槍』では主演を務めている。1936年（昭和11年）1月、右太プロは間もなく解散、吸収先の松竹太秦撮影所を経て松竹下加茂撮影所に移籍。1938年（昭和13年）10月27日に公開された大曽根辰夫監督映画『奴銀平』が確認出来る最後の出演作である。その後、梅若禮三郎、嵐菊麿らと松竹京都移動劇団を結成し、1941年（昭和16年）まで関西地方を中心に巡業した。
1979年（昭和54年）10月23日に発行された『日本映画俳優全集 男優篇』（同項の執筆岡部龍・奥田久司、キネマ旬報社）などでは、終戦後の来歴は述べられておらず、以後の消息は不明・没年不詳とする が、『読売新聞』昭和33年11月17日付によれば、戦後はえくらん社に所属していたといい、かつて松竹下加茂撮影所の俳優仲間であった柳さく子をおよそ15年ぶりに映画出演させた人物として報じられている。1972年（昭和47年）10月20日に発行された『講演時報』（連合通信社）によれば、東映京都撮影所の殺陣師としても活動していたという。1963年（昭和38年）12月1日に開催された第8回「映画の日」中央大会では、映画業界に40年以上勤務した永年勤続功労章受章者として、杉狂児、市川龍男、大邦一公、浦辺粂子らと共に表彰された。
また、1980年（昭和55年）12月31日に発行された『日本映画俳優全集 女優篇』（キネマ旬報社）によれば、1963年（昭和38年）3月20日に柳さく子が肺水腫のため死去した際、無縁仏となるところを偶然知り、武井の斡旋により京都府京都市北区鷹峯千束町32番地にある吟松寺に納めたという。その後、武井も翌1964年（昭和39年）11月に死去し、2人の墓は背中合わせに立っているという旨が記されている。満59歳没。

## 出演作品

### 東亜マキノ等持院撮影所
全て製作・配給は「東亜マキノ等持院撮影所」、全てサイレント映画である。
- 『何者？ 前篇』：監督龍神虎彦、1925年5月29日公開[4][5]
- 『何者？ 後篇』：監督龍神虎彦、1925年6月5日公開[4][5]

### マキノ・プロダクション御室撮影所
全て製作は「マキノ・プロダクション御室撮影所」、配給は「マキノ・プロダクション」、全てサイレント映画である。
- 『奇傑鬼鹿毛 第一篇』：監督金森萬象、1925年9月4日公開 - 奇傑鬼鹿毛左源太義久（主演）
- 『奇傑鬼鹿毛 第二篇』：監督金森萬象、1925年9月11日公開 - 奇傑鬼鹿毛左源太義久（主演）
- 『奇傑鬼鹿毛 第三篇』：監督金森萬象、1925年9月25日公開 - 奇傑鬼鹿毛左源太義久（主演）
- 『駕屋の先生』：監督沼田紅緑、1925年10月30日公開 - 讐を討つ旅の武士望月春太郎
- 『剣かたばみ』：監督沼田紅緑、1925年11月27日公開 - 高倉侍従光春朝臣（主演）
- 『探偵綺譚 文明の復讐』：総監督牧野省三、監督金森萬象、1925年12月4日公開 - 仇討の若侍
- 『黒髪地獄 前後篇』：監督金森萬象、1925年12月25日公開 - 宇喜多庸之助
- 『真人間』：総指揮牧野省三、監督富沢進郎、1926年1月9日公開 - 丹波屋仙三郎
- 『延宝奇聞 美丈夫 前篇』：監督二川文太郎、1926年1月14日公開 - 峰矢間新吾
- 『延宝奇聞 美丈夫 後篇』：監督二川文太郎、1926年1月22日公開 - 峰矢間新吾
- 『怪人狼 前篇』：監督富沢進郎、1926年2月15日公開 - 小牧真蔵（白痴の為）
- 『修羅八荒 第一篇』：総指揮牧野省三、監督二川文太郎・勝見正義・橋本佐一呂、1926年2月15日公開 - 三輪行蔵
- 『修羅八荒 第二篇』：総指揮牧野省三、監督二川文太郎・勝見正義、1926年3月3日公開 - 三輪行蔵
- 『孔雀の光 第二篇』：総指揮牧野省三、監督沼田紅緑、1926年3月19日公開 - 桂小五郎
- 『闇乃森』：総指揮牧野省三、監督橋本佐一呂、1926年3月26日公開 - 庄林俊作
- 『修羅八荒 第三篇』：総指揮牧野省三、監督二川文太郎・橋本佐一呂、1926年4月20日公開 - 三輪行蔵
- 『怪人狼 中篇』：監督富沢進郎、1926年4月21日公開 - 小牧真蔵（馬鹿の為）
- 『大晏寺堤』：総指揮牧野省三、監督橋本佐一呂、1926年4月26日公開 - 次男次兵衛
- 『怪人狼 後篇』：監督富沢進郎、1926年4月30日公開 - 小牧真蔵（馬鹿の為）
- 『孔雀の光 第三篇』：監督沼田紅緑、1926年4月30日公開 - 桂小五郎
- 『討たるゝ兄弟』：総指揮牧野省三、監督沼田紅緑、1926年5月23日公開 - お君の兄辻川兵馬
- 『刃門』：総指揮牧野省三、監督水野正平、1926年6月4日公開 - 勤王の志士水木仙三郎（主演）
- 『三千石』：監督富沢進郎、1926年6月25日公開 - 穀物問屋二男直次郎
- 『愚恋の巷 武家気質』：総指揮牧野省三、監督二川文太郎、1926年7月15日公開 - 宇野吉春
- 『狂へる魂』：監督高見貞衛、1926年7月23日公開
- 『女経』：監督金森萬象、1926年7月30日（同年7月28日説もあり）公開
- 『赭土』：監督牧野省三・人見吉之助、1926年7月30日公開
- 『修羅八荒 解決篇 前後篇』：監督牧野省三、1926年9月3日公開 - 三輪行蔵
- 『佐平次捕物帖 新釈紫頭巾 前篇』：総指揮牧野省三、監督沼田紅緑、1926年10月15日（同年10月14日説もあり）公開 - 海老沢八平太
- 『佐平次捕物帖 新釈紫頭巾 後篇』：総指揮牧野省三、監督沼田紅緑、1926年10月22日公開 - 海老沢八平太
- 『照る日くもる日 第一篇』：総指揮牧野省三、監督二川文太郎、1926年11月7日公開 - 武蔵屋六兵衛
- 『恋の丸橋』：総指揮牧野省三、監督勝見黙笑、1926年11月14日公開 - 芝三郎右衛門
- 『照る日くもる日 第二篇』：総指揮牧野省三、監督二川文太郎、1926年11月26日公開 - 武蔵屋六兵衛
- 『正剣邪剣 前後篇』：総指揮牧野省三、監督金森萬象、1926年12月22日公開
- 『影法師捕物帳 前篇』：総指揮牧野省三、監督二川文太郎、1926年12月31日公開 - 奇賊流星十太
- 『おりゃんこ半次』：総指揮牧野省三、監督井上金太郎、1927年1月5日公開 - 旗本佐枝久美之助
- 『悪縁泥まみれ』：監督人見吉之助、1927年1月28日公開 - 新宮嘉門（主演）
- 『影法師捕物帳 後篇』：監督二川文太郎、1927年4月1日公開 - 流星十太
- 『照る日くもる日 第四篇』：監督人見吉之助、1927年4月7日公開 - 武蔵屋六兵衛
- 『剣は鳴る 前篇』：監督金森萬象、1927年4月2日公開
- 『影武者』：監督井上金太郎、1927年5月20日公開
- 『いろは仮名四谷怪談 後篇』：監督井上金太郎、1927年7月22日公開 - 小汐田又之丞
- 『闇をゆく者』：監督富沢進郎、1927年8月5日公開 - 主演
- 『アイヌの娘』：総指揮牧野省三、監督中島寶三、1927年8月26日公開 - 陣内兵馬（主演）
- 『剣は鳴る 後篇』：監督金森萬象、1927年9月1日公開
- 『砂絵呪縛 第一篇』：総指揮牧野省三、監督金森萬象、1927年9月8日公開 - 義弟森尾重四郎
- 『砂絵呪縛 第二篇』：総指揮牧野省三、監督金森萬象、1927年9月8日公開 - 義弟森尾重四郎
- 『黒怪流星』：監督富沢進郎、1927年10月7日公開 - 楠谷鋭二
- 『妖婦』：監督マキノ正博、1927年11月3日公開
- 『砂絵呪縛 終篇』：監督金森萬象、1927年12月15日公開 - 森尾重四郎
- 『斑蛇 前篇』：総指揮牧野省三、監督二川文太郎、1928年1月15日公開 - 白衣千代太郎
- 『悪党』：監督富沢進郎、1928年1月29日公開 - 勤王志士兵堂辰馬（主演）
- 『角兵衛獅子功名帖』：監督曾根純三、1928年2月10日公開 - 阪本龍馬
- 『忠魂義烈 実録忠臣蔵』：総指揮・監督牧野省三、1928年3月14日公開 - 武林唯七隆重
- 『娘天晴れよう惚れた』：監督中島寶三、1928年4月9日公開 - 主演
- 『間者』：総指揮牧野省三、監督マキノ正博・松田定次・稲葉蛟児、1928年4月15日公開 - 博徒権七
- 『新版大岡政談 前篇』：総指揮牧野省三、監督二川文太郎、1928年5月5日公開 - 諏訪栄三郎
- 『新版大岡政談 中篇』：総指揮牧野省三、監督二川文太郎、1928年5月18日公開 - 諏訪栄三郎
- 『伊達男』：監督押本七之輔、1928年6月8日公開

### 片岡千恵蔵プロダクション
特筆以外、全て製作は「片岡千恵蔵プロダクション」、配給は「松竹」、全てサイレント映画である。
- 『天下太平記』：監督稲垣浩、1928年6月15日公開 - 木曽猿
- 『愛憎血涙』（『愛憎血涙行』[2]）：監督曾我正史、1928年8月31日公開 - 村雨の京太
- 『源氏小僧』：監督稲垣浩、1928年10月3日公開 - 折釘の雁九郎
- 『仇討流転』：監督伊丹万作、1928年11月25日公開 - 役割三次
- 『銀猫左門』：監督稲垣浩、1928年12月15日公開 - 小山田源三郎
- 『続万花地獄 第一篇』（『萬花地獄 第一篇』）：監督伊丹万作、1928年12月31日公開 - 飛車兵衛
- 『めくら蜘蛛』：監督稲垣浩、1929年1月5日公開 - 兄庄三郎
- 『続万花地獄 第二篇』（『萬花地獄 第二篇』）：監督稲垣浩、1929年1月15日公開 - 飛車兵衛
- 『続万花地獄 完結篇』（『萬花地獄 完結篇』）：監督稲垣浩・曾我正史、1929年2月15日公開 - 花又三日之助

### 武井龍三プロダクション
全て製作・配給は「武井龍三プロダクション」、全てサイレント映画である。
- 『仇討六軒長屋』（『仇討双人録』[2][3]）：監督双ヶ丘孝、1929年3月1日公開 - 主演
- 『金剛呪文 前篇』：監督双ヶ丘孝、1929年4月7日公開 - 主演
- 『金剛呪文 後篇』：監督双ヶ丘孝、1929年4月29日公開 - 主演
- 『しぐれ地獄』：監督双ヶ丘孝、1929年8月15日公開 - 主演

### 市川右太衛門プロダクション
特筆以外、全て製作は「市川右太衛門プロダクション」、配給は「松竹」、特筆以外は全てサイレント映画である。
- 『蜥蝪鞘』：監督白井戦太郎、1930年7月19日公開
- 『五郎正宗』：監督古海卓二、製作市川右太衛門プロダクション第二部、1930年9月16日公開
- 『旗本退屈男』：監督古海卓二、1930年10月17日公開 - 杉浦権三兵衛
- 『贋首拾両』：監督白井戦太郎、1930年11月1日公開
- 『京へ上がった退屈男』：監督古海卓二、1930年12月5日公開 - 倅新次郎
- 『榛名の梅ケ香 安中草三』（『安中草三』）：監督神田金太郎、1930年1月5日公開
- 『赤穂浪士快挙一番槍』：監督白井戦太郎、1931年1月31日公開
- 『乃木将軍 慰問の巻』：監督森田京三郎、製作市川右太衛門プロダクション第二部、1931年1月31日公開
- 『剣響竜巻』：監督古海卓二、1931年2月7日公開
- 『清水次郎長 股旅篇』：監督白井戦太郎、1931年3月1日公開
- 『攻防千里をゆく』：監督古海卓二、1931年3月27日公開
- 『孝子誉印籠』：監督白井戦太郎、1931年4月17日公開
- 『松葉かんざし』：監督白井戦太郎、1931年5月11日公開
- 『酒田重右衛門』：監督古野英治、1931年6月6日公開
- 『十三番目の同志』：監督小石栄一、1931年6月28日公開
- 『仙台に現はれた退屈男』：監督志波西果、1931年7月9日公開 - 隠密駿三郎
- 『浅香くずれ』：監督志波西果、1931年8月22日公開 - 安保喜八郎
- 『まぼろし峠 江戸篇』：監督古野英治、1931年9月16日公開 - 観音勇次
- 『まぼろし峠 東京篇』：監督古野英治、1931年9月24日公開 - 観音勇次
- 『さんど笠』：監督志波西果、1931年10月24日公開 - 伊吹の三太郎
- 『江戸へ帰った退屈男』：監督志波西果、1931年12月31日公開 - 武林唯七
- 『血煙一番槍』：監督神田金太郎、製作市川右太衛門プロダクション第二部、1931年月日不明公開 - 主演
- 『悲願四目菱』：監督古野英治・白井戦太郎、製作市川右太衛門プロダクション第二部、1931年月日不明公開 - 福田一之進
- 『長楽寺の新太郎』：監督白井戦太郎、1932年2月11日公開 - 乾分金太
- 『元禄女』：監督白井戦太郎、1932年3月3日公開 - 本田小一郎（内記の息）
- 『股旅草鞋後日譚　夜渡り鳥』：監督古野英治、1932年6月10日公開 - 船頭梶蔵
- 『興津の新蔵』：監督白井戦太郎、1932年6月30日公開 - 漁師基造
- 『甚内俄か役人』：監督金森萬象、1932年8月19日公開 - 息福馬
- 『武藤太平太』：監督白井戦太郎、1932年9月9日公開
- 『弥次喜多恋の剣法』：監督古野英治、製作市川右太衛門プロダクション第二部、1932年月日不明公開 - 岡っ引文蔵
- 『いざよい帖 流転の巻』（『いざよい帖 前篇』）：監督白井戦太郎、1933年1月26日公開 - わ組の藤吉
- 『無宿深編笠』：監督稲葉蛟児、1933年2月9日公開 - 永無月の弥三郎
- 『いざよい帖 興亡の巻』（『いざよい帖 後篇』）：監督白井戦太郎、1933年2月22日公開 - わ組の藤吉
- 『無宿佐太郎』：監督古野英治、1933年3月15日公開
- 『旅役者二刀流』：監督古野英治、1933年4月20日公開
- 『春秋編笠ぶし』：監督古野英治、1933年6月15日公開 - 萩生式之助
- 『足軽突撃隊』：監督小石栄一、1933年6月15日公開
- 『幽霊行列』：監督古野英治、1933年7月6日公開 - 中年寄
- 『爆走する退屈男』：監督小石栄一、1933年8月10日公開 - 愛国黒柄組松平正俊
- 『敵への道』：監督稲葉蛟児、1933年9月14日公開
- 『放浪の名君』：監督古野英治、1933年10月5日公開
- 『疾風正雪』：監督志波西果、1933年11月16日公開 - 倉島巳之吉
- 『大久保彦左衛門』：監督下村健二、製作市川右太衛門プロダクション第二部、1934年2月1日公開
- 『仇討土人形』：監督古野英治、1934年2月8日公開
- 『恩讐三とせ日記』：監督古野英治、1934年3月14日公開 - 乾分長五郎
- 『武州遊侠術』：監督稲葉蛟児、1934年月日不明公開
- 『東海の顔役』：監督中川信夫、1935年2月28日公開 - 小政 ※サウンド版
- 『恥を知る者』：監督中川信夫、1935年6月6日公開 - 将軍家光 ※サウンド版
- 『浪人太平記』：監督古野英治、1935年7月25日公開 ※サウンド版
- 『箱根八里』：監督中川信夫、1935年11月27日公開 - 六郷弥平次 ※サウンド版
- 『海内無双』：監督滝沢英輔、1936年1月5日公開 ※サウンド版

### 松竹太秦撮影所
全て製作は「松竹太秦撮影所」、配給は「松竹」、全てトーキーである。
- 『初姿出世街道』：監督並木鏡太郎、1936年3月19日公開
- 『富士に立つ退屈男』：監督並木鏡太郎、1937年1月5日公開 - 金井半兵衛

### 松竹下加茂撮影所
全て製作は「松竹下加茂撮影所」、配給は「松竹」、全てトーキーである。
- 『黒田誠忠録』：監督衣笠貞之助、1938年6月17日公開 - 谷口善太
- 『奴銀平』：監督大曾根辰夫、1938年10月27日公開 - 押谷金吾